# Henry Gerbault

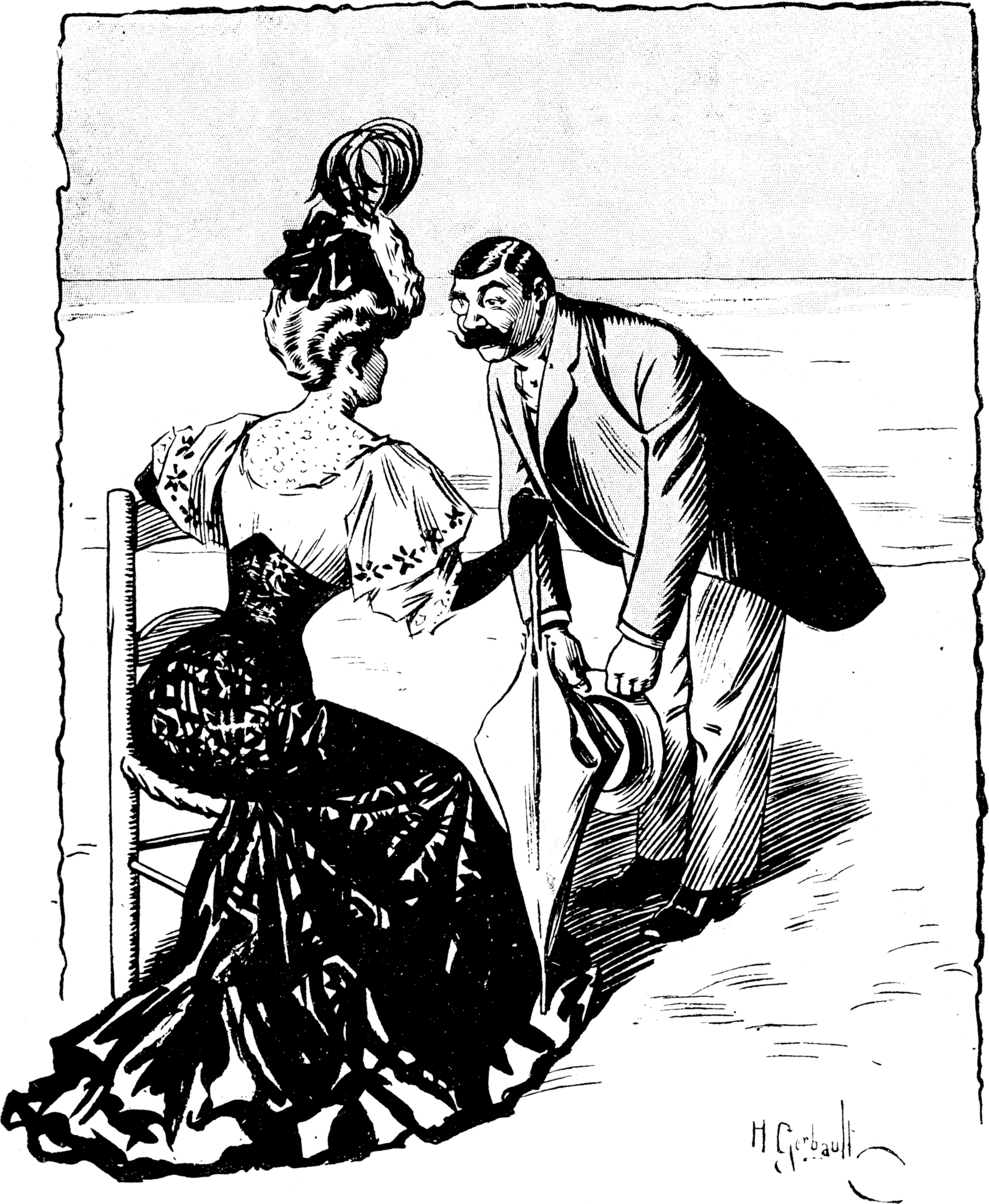
- Jaka ponura suknia! Szanowna pani w żałobie?
– Tak, mój mąż stracił kochankę.
Les Maîtres Humoristes, 1907

Henry Gerbault, właśc. Henri Gerbault (ur. 24 czerwca 1863 w Châtenay-Malabry, zm. 19 października 1930 w Roscoff) – francuski rysownik, akwarelista, malarz i plakacista.
Mimo studiów w Akademii Sztuk Pięknych, w pracowni Paula Dubois i Henriego Gervexa, nie odniósł sukcesów w malarstwie. Wielką popularnością cieszyły się za to jego humorystyczne rysunki. Został zauważony przez pisma satyryczne i wkrótce publikował w „La Vie parisienne”, „Fantasio”, „Le Rire”, „L’Assiette au beurre”, „L’Art et la Mode”, „La Vie moderne”, „Le Monde illustré” i „Lecture pour tous”.
Najchętniej ukazywał paryżanki czasu belle époque, zrzędy, żołnierzy i teściowe, nadając swoim scenkom posmak ironii, złośliwości, a czasami odważnego erotyzmu. Opublikował liczne albumy i plakaty, które spotkały się z dużym uznaniem.
W roku 1919 z powodu choroby żony przeniósł się do Roscoff, gdzie wynajął dom. Sam bezdzietny, opiekował się dziećmi z wioski i chętnie uczestniczył w życiu miejscowej społeczności. W roku 1927 z jego inicjatywy zorganizowano festyn, którego motywem przewodnim były bajki Charles’a Perraulta. Ze strony matki był kuzynem Sully’ego Prudhomme’a, który uczynił go swoim jedynym spadkobiercą. Zmarł w roku 1930 i spoczął u boku żony na cmentarzu w Roscoff.